# Lucien Martens
Lucien Hubert Martens (Membruggen, 14 juni 1911 - 7 april 1999) was een Belgisch senator. 

## Levensloop
Martens promoveerde in 1933 tot landbouwingenieur aan de Katholieke Universiteit Leuven en werd melkerijdirecteur.
In 1946 werd hij verkozen tot gemeenteraadslid van Heusden, waar hij in 1947 schepen werd.
Actief in de organisaties die behoorden tot de Belgische Boerenbond werd hij in 1962 gecoöpteerd senator voor de CVP. Hij zetelde in de Senaat tot in 1977. In de periode december 1971-april 1977 had hij als gevolg van het toen bestaande dubbelmandaat ook zitting in de Cultuurraad voor de Nederlandse Cultuurgemeenschap, die op 7 december 1971 werd geïnstalleerd en de verre voorloper is van het Vlaams Parlement.